# Emel Franca
 (juillet 2020).
Si vous disposez d'ouvrages ou d'articles de référence ou si vous connaissez des sites web de qualité traitant du thème abordé ici, merci de compléter l'article en donnant les références utiles à sa vérifiabilité et en les liant à la section « Notes et références ».
Emel Franca ou en plus court Emel est un chanteur monténégrin dont le genre musical est la pop.

## Biographie
Il a représenté le Monténégro au Concours Eurovision de la chanson 2019 en tant que membre du groupe D Mol, avec la chanson Heaven.
En 2019, il a lancé sa carrière solo, mais n'a pas quitté le groupe.

## Single

### En solo
- 2019 : Ljetnji Vjetar

### Avec D Mol
- 2019 : Heaven
- 2019 : 21. Maj